# Ватанабэ, Акира
Акира Ватанабэ (яп. 渡辺 明 Ватанабэ Акира) — профессиональный игрок в сёги, 9 дан, 1-й пожизненный рюо (яп. 永世竜王 эйсэй-рю:о:). Учился у Кадзухару Сёси (яп. 所司和晴 Сёси Кадзухару), 7 дана. Владел тремя главными титулами сёги в сезонах 2012 и 2019 года.
Игрок партии статичной ладьи, особенно любит дебют ибися+анагума. Любимая фигура — ладья.

## Разряды и достижения
- Примерно в 1 классе начальной школы начал учиться сёги у отца, имевшего 5 любительский дан.
- 1994: в 4 классе начальной школы стал победителем 19-го всеяпонского турнира «мэйдзин младшешкольников».
- 1994: поступил в Сёрэйкай, став учеником Кадзухару Сёси 7 дана и получив 6 профессиональный кю.
- 1997: 1 дан.
- 2000: в возрасте 15 лет, заняв I место в 26-й лиге третьих данов со счётом 13:5, стал профессиональным сёгистом (4-м в истории профессионалом-учащимся средней школы), получив 4 дан.
- 2002: Выступив в 61 сезоне Дзюнисэн в лиге C2 со счётом 9:1, повысился в лигу C1 и получил 5 дан.
- 2004: В возрасте 20 лет завоевал титул рюо, одержав 10 побед подряд против сильнейших сёгистов и получив 6 дан.
- 2005: В возрасте 21 год и 7 месяцев, стал самым молодым обладателем 9 дана по сёги в истории[2].

### Титулы
По состоянию на февраль 2022 года:
| Титул   | Сезоны завоеваний титула | Число титулов |
| ------- | ------------------------ | ------------- |
| Рюо     | 2004—2012, 2015—2016     | 11            |
| Мэйдзин | 2020—2021                | 2             |
| Кисэй   | 2019                     | 1             |
| Одза    | 2011                     | 1             |
| Осё     | 2012—2013, 2018—2020     | 5             |
| Кио     | 2012—2021                | 9             |

- Всего титулов: 30
- Участий в финалах титульных матчей: 42
- Побед в нетитульных матчах: 11[2]

Именно Ватанабэ считается главным соперником «поколения Хабу» и собственно самого Хабу со стороны молодёжи. Защищая титул рюо, Ватанабэ 9 лет не давал Хабу, имеющему 6 пожизненных титулов, получить этот последний 7-й пожизненный титул из семи.

## Личная жизнь
Женат, воспитывает дочь.